# Melanophidium bilineatum
Espèce
Statut de conservation UICN

 VU B1ab(iii) : Vulnérable
Melanophidium bilineatum est une espèce de serpents de la famille des Uropeltidae.

## Répartition et habitat

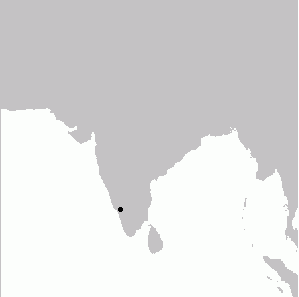

Cette espèce est endémique du sud des Ghats occidentaux en Inde. On la trouve à une altitude allant de 700 à 1 100 m d'altitude. 
Elle vit dans les forêts humides sempervirentes.

## Publication originale
- Beddome, 1870 : Descriptions of new reptiles from the Madras Presidency. Madras Monthly Journal of Medical Science, vol. 2, p. 169-176.